# Shestopyor
Lo Shestopyor (Шестопёр in lingua russa) era una variante più grande e massiccia del pernach, la mazza ferrata a testa flangiata inventata dai russi di Kiev. Interamente realizzato in metallo, con testa a sei flange, lo shestopyor può a pieno titolo essere considerato la controparte orientale della mazza pesante in uso alle forze di cavalleria dell'Europa Occidentale. Come molte altre armi manesche da cavallo, restò in uso in Russia e Polonia sino al XVIII secolo.